# Lochung (Philatelie)

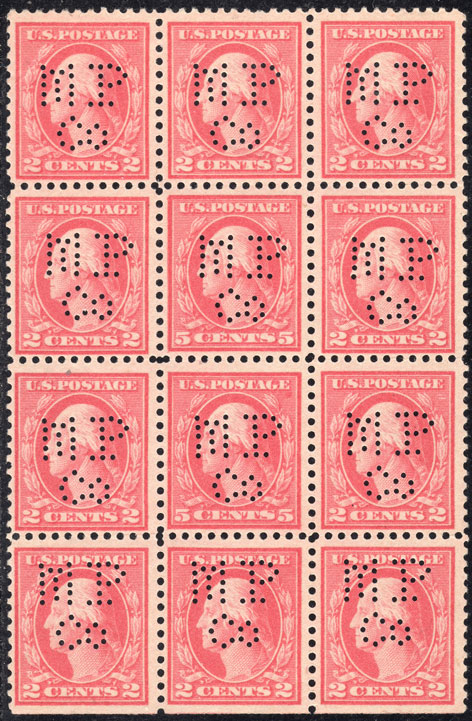
Eine Briefmarkeneinheit mit Lochung

Die (Firmen-)Lochung von Briefmarken war eine Sicherheitsmaßnahme gegen Entwendung von Briefmarken durch die Belegschaft. Im englischen Sprachgebrauch und teilweise auch auf Deutsch werden sie als Perfin bezeichnet, von der englischen Abkürzung „Perforated Initials“, was so viel bedeutet wie: gelochte Initialen. Es wird zwischen zwei Arten unterschieden: zum einen der amtlichen Lochung durch Behörden, zum anderen der nicht-amtlichen Lochung, z. B. durch Unternehmen. In beiden Fällen wurde ein Raster aus Punkten in das Bild der Briefmarke eingestanzt und das Aussehen der Marke so verändert.
Die Briefmarke wurde durch die Lochung nicht entwertet, sondern nur für einen eingeschränkten Gebrauch kenntlich gemacht. Meist wurden hierfür die Anfangsbuchstaben der Firma oder auch Symbole verwendet. Lochungen dienten hauptsächlich als Schutz vor Diebstahl. Unternehmen, Dienststellen und Behörden mit einem größeren Vorrat an Briefmarken kennzeichneten so ihre Marken. Diese wurden so für den privaten Gebrauch von Angestellten und Mitarbeitern unbrauchbar.
Durch amtliche Lochungen von Seite der Behörden wurden sie für dienstliche Zwecke bestimmt, wobei teilweise stattdessen Dienstmarken zum Einsatz kamen. In Deutschland wurden z. B. bayerische Freimarken zwischen 1912 und 1915 durch ein eingestanztes „E“ zu dienstlichen Marken für die bayerischen Eisenbahnbehörden umfunktioniert, australische Marken erhielten die Lochung „OS“ für „Official Stamp“. Später wurde diese Lochung (OS) durch einen entsprechenden Stempelaufdruck ersetzt.
Die Idee der Lochung von Briefmarken geht auf den Engländer Joseph Sloper zurück, der 1867 eine spezielle Lochmaschine als Patent anmeldete und eine Genehmigung durch die Post erhielt. 1877 kam diese Methode auch in Deutschland zum Einsatz und war dort bis in die 1950er Jahre in Gebrauch. Heute sind Perfins in den meisten Postgebieten, ebenso in Deutschland, nicht mehr erlaubt. Stattdessen werden inzwischen meist Freistempel zum Frankieren verwendet.